# Chiesa di San Giuseppe (Forlì)
La piccola chiesa di San Giuseppe, detta anche San Giuseppino, si trova a Forlì in via Albicini, 1. Venne costruita fra il 1641 e il 1642 dalla Confraternita dei Falegnami.
È caratterizzata da una struttura che, pur nella sua piccolezza e nella sua semplicità, presenta elementi decorativi di notevole eleganza.
La chiesetta mostra un interno a pianta rettangolare in stile barocco, in finto damasco rosso, con stalli in legno intagliato su tre lati, riservati un tempo ai membri della Congregazione dei Falegnami, e un organo a mantice realizzato da Gaetano Callido funzionante del XVIII secolo.
Al centro della volta superiore è la Gloria di San Giuseppe realizzata Giacomo Zampa. Di Angelo Zaccarini sono gli ornati e le strutture architettoniche. Meritevole di attenzione è la tela raffigurante San Giuseppe in estasi collocata sull'altare e realizzata da Guido Cagnacci.
Oggi la chiesa non viene più utilizzata per le funzioni religiose, ma solo per eventi, ed è sede del coro della Cattedrale di Forlì.